# 自伝的小説
自伝的小説（じでんてきしょうせつ、英：autobiographical novel）は、オートフィクションのテクニックを使ったり、自伝的要素とフィクションの要素が混じり合っている小説の形態である。文学的な技法は、フィクションであるということがお約束であるということで、自伝や回顧録とは区別される。
自伝的小説は、部分的にフィクションであるため、著者は読者がテキストに「自伝的な約束事」を満たすことを期待することを求めない。
作中人物の名前や物語の舞台は、たいてい変更されるし、イベントはよりドラマチックになるように演出されているが、それでも物語はなお著者の人生の物語に非常によく似ている。著者の人生の出来事が語られている一方、それが真実であるかどうかと行った言い訳は存在しない。イベントは芸術的、もしくはテーマ上の理由から誇張されたり、変更を加えられたりしている。
著者が精通している設定や状況を描いた小説が、かならずしも自伝的とは限らない。著者の人生から取り込んできた部分を、物語のあまり重要ではない脇道のエピソードとして使っているというような自伝的小説というのもない。ほとんどの基準で自伝的小説とみなされるためには、著者をモデルにした主人公と、彼または彼女の人生の出来事を反映した中央のプロットラインが必要である。これらの要件を完全には満たしていない、または真の出来事からさらに離れている小説は、半自伝的小説と呼ばれることもある。戦争、家族の対立、性的関係などの個人的な強烈な経験を描く多くの小説は、自伝的小説として書かれている。
一部の小説は、公然と「ノンフィクション小説」(en:nonfiction novel)と名乗っている。そのような作品の定義は、曖昧なままである。
この呼名は、最初トルーマン・カポーティの非自伝的な小説「冷血」に関連して広く使われたが、その後、自伝からおおっぴらに採ってきた題材で書かれたものにも使われるようになった。
多くの場合、価値観や現実の他の側面を掘り下げていく文脈で、本質的に真実である作品を創り上げていくことに重点が置かれている。ロバート・M・パーシグの「禅とオートバイ修理技術」やディビス・ミラーの「モハメッド・アリの道」のような本は、描いている出来事の描写にフィクションが混在していることを認めているが、それらは本質的なところでは真実なのだと言っている。

## 注目すべき自伝的小説
- チャールズ・ディケンズ、デイヴィッド・コパフィールド（1850）
- チャールズ・ディケンズ、大いなる遺産（1861）
- ジョージ・バロウ（英語版）, ラヴェングロ(Lavengro) (1851)
- レオ・トルストイ、幼年期（1852）
- シャルロッテ・ブロンテ、ヴィレット（1853）
- レオ・トルストイ、少年時代（1854）
- レオ・トルストイ、青年（1856）
- トマス・ヒューズ、トム・ブラウンの学校生活（1857）
- フィッツ・ヒュー・ラッドロー（英語版）, ハシーシュ・イーター(The Hasheesh Eater) (1857)
- ジョージ・エリオット、フロス湖畔の水車小屋（1860）
- ルイーザ・メイ・オルコット、若草物語（1868）
- アンテ・コヴァチッチ（英語版）, レジストリ内(U registraturi、1888)
- サミュエル・バトラー、万人の道（1903）
- D・H・ローレンス、息子と恋人（1913）
- ジャック・ロンドン、ジョン・バーリーコーン（1913）
- サマセット・モーム、人間の絆（1915）
- ジェイムズ・ジョイス、若き芸術家の肖像（1916）
- F・スコット・フィッツジェラルド、楽園のこちら側（1920）
- マルセル・プルースト、失われた時を求めて（1927）
- アーネスト・ヘミングウェイ、武器よさらば（1929）
- トーマス・ウルフ、天使よ故郷を見よ（1929）、時と川について（1935）
- ルイ＝フェルディナン・セリーヌ、夜の果てへの旅（1932年）。
- ガートルード・スタイン、アリス・B・トクラスの自伝（1933）、スタインの秘書と仲間の模擬自伝は、トクラスのスタインの見解であると主張した。
- ヘンリー・ミラー、北回帰線（1934）、南回帰線（1939）
- ジャン・ジュネ、花の聖母（1943）、泥棒日記（1949）
- デントン・ウェルチ、Maiden Voyage（1943）、A Voice Through a Cloud（1950）
- グレアム・グリーン、情事の終り（1951）
- ラルフ・エリソン、見えない人間（1952）
- ジェイムズ・ボールドウィン、山にのぼりて（1953）
- ソール・ベロー、オージー・マーチの冒険（1953）
- ウィリアム・S・バロウズ、ジャンキー（1953）
- ジェームズ・エイジー、家族の死（1957）
- ジャック・ケルアック、路上（1957）
- フランツ・バルドン、魔術師フラバト（1958）
- ジャック・ケルアック、ダルマ・バムズ（1958）
- エリ・ヴィーゼル、夜・夜明け・昼（1958）は、著者によって回想録として分類されていますが、自伝的小説と見なされることもあった。
- ノダル・ドゥンバゼ、私、おばあちゃん、イリコ、イラリオニ（1960）
- ニコス・カザンザキス、グレコへの報告（1961）
- シルビア・プラス、ベル・ジャー（1963）
- 大江健三郎、個人的な体験（1964）
- アイザック・バシェビス、歌手、私の父の宮廷で（1966）
- ノダル・ドゥンバゼ、サニーナイト（1967）
- フレデリック・エスクリー、ファンのメモ（1967）
- マヤ・アンジェロウ、歌え、翔べない鳥が歌う理由（1969）
- チャールズ・ブコウスキー、郵便局（1971）
- ハンター・S・トンプソン、ラスベガスでの恐怖と嫌悪（1971）
- リタ・メイ・ブラウン、ルビーフルーツ・ジャングル（1973）
- ロバートM.パーシング、禅とオートバイ修理技術（1973）
- ケルテース・イムレ、運命ではなく（1975）
- ノーマン・マクリーン、マクリーンの川（1976）
- サミュエル・R・デラニー、ヘブンリー・ブレックファースト（1979）
- J・G・バラード、太陽の帝国（1984）
- マルグリット・デュラス、愛人ラマン（1984）
- ジャネット・ウィンターソン、オレンジだけが果物じゃない（1985）
- モナ・シンプソン、どこでもここで（1986）
- ロアルド・ダール、Boy（1986）、Going Solo（1986）として継続
- ヤーン・クロス、The Wikman Boys（1988）
- サミュエル・R・デラニー、水中の光の動き（1988）
- ティム・オブライエン、彼らが運んだもの（1990）
- エドワード・セント・オービン、パトリック・メルローズ小説、1992年から2011年に書かれた5つの小説のシリーズ。
- リディア・デイビス、物語の終わり（1994）
- ジョン・バース、昔々：フローティング・オペラ（1994）
- マッシモ・カルロット、Il fuggiasco（ "The Fugitive"）（1995）
- デイビス・ミラー、モハメド・アリのタオ（1996）、「ノンフィクション小説」として説明されています。
- ホーマー・ヒッカム・ジュニア、ロケットボーイズ（1998）
- ジェームズ・フライ、ミリオン・リトル・ピース（2003）は、メディアの論争がその正確性に疑問を呈する前に、回想録として販売された。
- Sandy Mitchell、Ciaphas Cain（2003）
- グレゴリー・デビッド・ロバーツ、シャンタラム（2003）
- トバイアス(トビアス)・ウルフ、オールドスクール（2003）、伝記よりも斬新ではあるが、ウルフの人生に大まかに基づいている。
- ジェームズ・フライ、マイ・フレンド・レナード（2005）
- ジョン・グリーン、アラスカを追いかけて（2005）
- シャーマン・アレクシー、はみだしインディアンのホントにホントの物語（2007）
- ペーター・セルギン、Life Goes to the Movies（2009）
- カール・オーヴェ・クナウスゴール、My Struggle、2009年から2011年までに書かれた6つの小説のシリーズ
- J・M・クッツェー、サマータイム、青年時代、少年時代──辺境からの三つの〈自伝〉（1997,2002.2009）
- タオ・リン、リチャード・イェーツ（2010）